# Pulsatilla nipponica
Pulsatilla nipponica är en ranunkelväxtart som först beskrevs av Hisayoshi Takeda, och fick sitt nu gällande namn av Jisaburo Ohwi. Pulsatilla nipponica ingår i släktet pulsatillor, och familjen ranunkelväxter. Inga underarter finns listade i Catalogue of Life.